# Fußball-Europameisterschaft 2016/Türkei
Dieser Artikel behandelt die türkische Nationalmannschaft bei der Fußball-Europameisterschaft 2016 in Frankreich. Für die Türkei war es die vierte EM-Endrunden-Teilnahme, womit sich die Türken erstmals nach der EM-Teilnahme 2008 wieder für ein großes Turnier qualifizieren konnten.

## Qualifikation

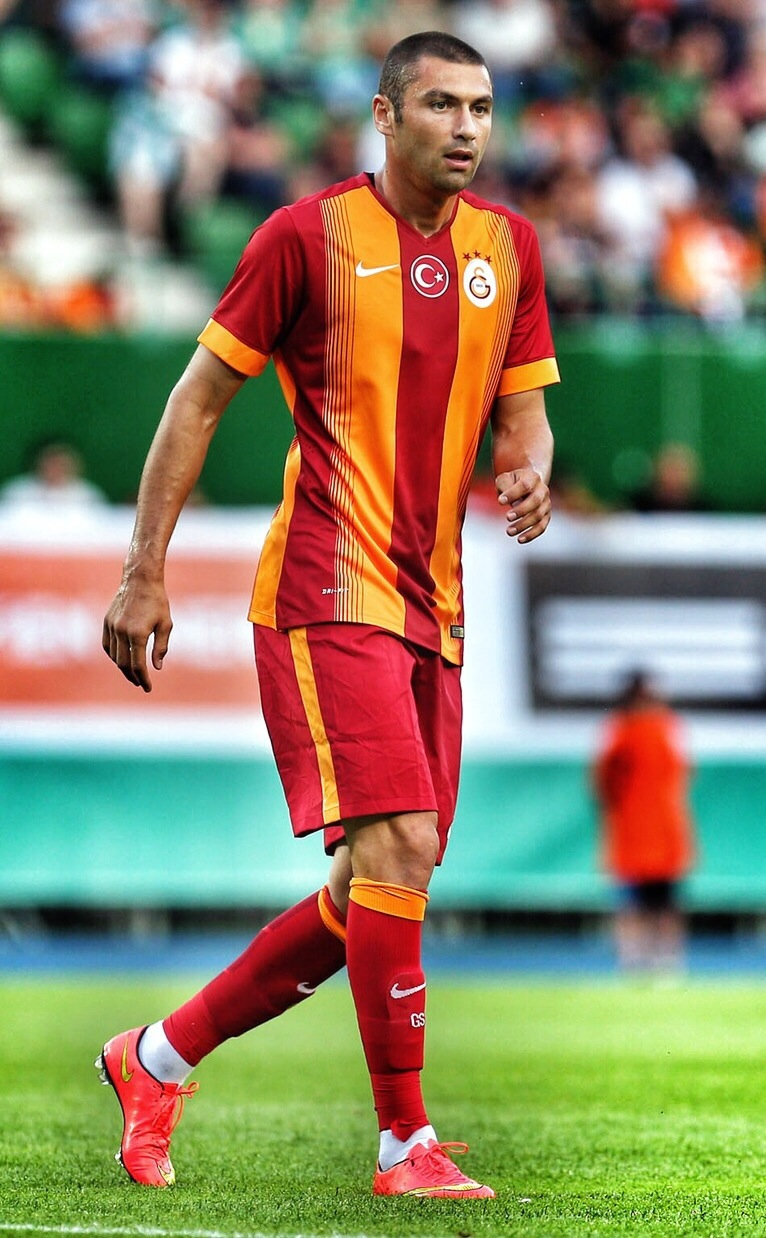
Burak Yılmaz, bester türkischer Torschütze in der Qualifikation (4 Tore)

Die Türkei absolvierte die Qualifikation zur Europameisterschaft in der Gruppe A. Die Türken, die bei der Gruppenauslosung aus dem drittbesten Topf gezogen wurden, begannen die Qualifikation mit einer 0:3-Niederlage auf Island. Nach der unerwarteten Niederlage gegen die Isländer folgte im Şükrü-Saracoğlu-Stadion in Istanbul die zweite Niederlage in der Qualifikation gegen Tschechien. Gegen Lettland folgte der erste Punkt. Im vierten Spiel der Qualifikation gelang der erste Sieg gegen Kasachstan mit 3:1. Im Spiel gegen die Niederlande führte die Türkei durch ein Tor von Burak Yılmaz bis zur Nachspielzeit. Klaas-Jan Huntelaar traf zum 1:1-Unentschieden. In den ersten zwei Rückspielen gewann die Türkei gegen Kasachstan und spielte in Konya gegen Lettland unentschieden.
Am 6. September 2015 ging es im Spiel gegen die Niederlande um den 3. Platz. Durch einen 3:0-Sieg konnte die türkische Mannschaft an den Niederländern vorbeiziehen. Im vorletzten Spiel gegen Tschechien gewann die Mannschaft in Tschechien und konnte sich noch als bester Dritter für die Europameisterschaft qualifizieren. Dazu musste die Türkei gegen Island und Kasachstan gegen Lettland gewinnen. Die Kasachen besiegten Lettland mit 1:0, die Türkei gewann durch ein Freistoßtor von Selçuk İnan in der 89. Spielminute und löste das Ticket zur EM-Endrunde ein. Allerdings erhielt Gökhan Töre 16 Minuten nach seiner Einwechslung die Rote Karte, womit er mindestens für das erste Gruppenspiel bei der Endrunde gesperrt ist. Im Laufe der Qualifikation verbesserte sich die Türkei in der FIFA-Weltrangliste von Platz 32 auf Platz 18.

### Spiele
Alle Resultate aus türkischer Sicht.
| Datum      | Spielort                            | Gegner      | Ergebnis  | Torschützen                                                                                                |
| ---------- | ----------------------------------- | ----------- | --------- | --- |
| 09.09.2014 | Laugardalsvöllur in Reykjavík       | Island      | 0:3 (0:1) | 0:1 Jón Daði Böðvarsson (18.), 0:2 Gylfi Þór Sigurðsson (76.), 0:3 Kolbeinn Sigþórsson (77.)               |
| 10.10.2014 | Şükrü-Saracoğlu-Stadion in Istanbul | Tschechien  | 1:2 (1:1) | 1:0 Umut Bulut (8.), 1:1 Tomáš Sivok (16.), 1:2 Bořek Dočkal (58.)                                         |
| 13.10.2014 | Skonto-Stadion in Riga              | Lettland    | 1:1 (0:0) | 1:0 Bilal Kısa (47.), 1:1 Valērijs Šabala (54.)                                                            |
| 16.11.2014 | Türk Telekom Arena in Istanbul      | Kasachstan  | 3:1 (2:0) | 1:0 Burak Yılmaz (26. Foulelfmeter), 2:0 Burak Yılmaz (29.), 3:0 Serdar Aziz (82.), 3:1 Samat Smakov (87.) |
| 28.03.2015 | Amsterdam Arena in Amsterdam        | Niederlande | 1:1 (1:0) | 1:0 Burak Yılmaz (37.), 1:1 Klaas-Jan Huntelaar (90.+2′)                                                   |
| 12.06.2015 | Zentralstadion Almaty in Almaty     | Kasachstan  | 1:0 (0:0) | 1:0 Arda Turan (83.)                                                                                       |
| 03.09.2015 | Konya Büyükşehir Stadı in Konya     | Lettland    | 1:1 (0:0) | 1:0 Selçuk İnan (77.), 1:1 Valērijs Šabala (90.+1′)                                                        |
| 06.09.2015 | Konya Büyükşehir Stadı in Konya     | Niederlande | 3:0 (2:0) | 1:0 Oğuzhan Özyakup (8.), 2:0 Arda Turan (26.), 3:0 Burak Yılmaz (86.)                                     |
| 10.10.2015 | Generali Arena in Prag              | Tschechien  | 2:0 (0:0) | 1:0 Selçuk İnan (62.), 2:0 Hakan Çalhanoğlu (80.)                                                          |
| 13.10.2015 | Konya Büyükşehir Stadı in Konya     | Island      | 1:0 (0:0) | 1:0 Selçuk İnan (89.)                                                                                      |

### Tabelle
| Pl. | Land        | Sp. | S | U | N | Tore    | Diff. | Punkte |
| --- | ----------- | --- | - | - | - | ------- | ----- | ------ |
| 1.  | Tschechien  | 10  | 7 | 1 | 2 | 019:140 | +5    | 22     |
| 2.  | Island      | 10  | 6 | 2 | 2 | 017:600 | +11   | 20     |
| 3.  | Türkei      | 10  | 5 | 3 | 2 | 014:900 | +5    | 18     |
| 4.  | Niederlande | 10  | 4 | 1 | 5 | 017:140 | +3    | 13     |
| 5.  | Kasachstan  | 10  | 1 | 2 | 7 | 007:180 | −11   | 05     |
| 6.  | Lettland    | 10  | 0 | 4 | 6 | 006:190 | −13   | 04     |

## Vorbereitung
Nach dem Ende der Qualifikation gewannen die Türken am 13. November ein Testspiel in Doha gegen Katar mit 2:1, wobei mit dem für RB Leipzig spielenden Atınç Nukan und dem für den 1. FSV Mainz 05 spielenden Yunus Malli zwei Neulinge zu ihren ersten A-Länderspielen kamen. Malli hatte zuvor für die deutschen U-17- bis U-21-Nationalmannschaften gespielt. Vier Tage später folgte in Istanbul ein 0:0 gegen Griechenland, bei dem Ahmet Çalık und Okay Yokuşlu ihr Länderspieldebüt gaben. Am 24. März 2016 gewannen die Türken in der Antalya Arena gegen Schweden mit 2:1, wobei mit Çağlar Söyüncü in der vierten Minute der Nachspielzeit ein Neuling eingewechselt wurde. Fünf Tage später gewannen sie in Wien gegen EM-Teilnehmer Österreich ebenfalls mit 2:1. In der unmittelbaren Vorbereitung verloren die Türken am 22. Mai in Manchester gegen England, konnten dabei aber erstmals ein Tor gegen England erzielen. Am 29. Mai gewannen sie in Antalya gegen Montenegro durch ein Tor in der 4. Minute der Nachspielzeit mit 1:0. Am 5. Juni gewannen sie gegen Slowenien in Ljubljana ebenfalls mit 1:0, wobei das Tor diesmal bereits in der fünften Minute fiel.

## Kader
Im Vorfeld lud der Nationaltrainer Fatih Terim am 18. Mai 2016 31 Spieler in sein vorläufiges Aufgebot ein. Von denen er den vierten Torhüter Ali Şaşal Vural (Eskişehirspor), den jungen 20-jährigen unerfahrenen Abwehrspieler Çağlar Söyüncü (Altınordu Izmir), die Mittelfeldakteure Yasin Öztekin (Galatasaray Istanbul), Mahmut Tekdemir (Istanbul Başakşehir), aufgrund starker Konkurrenz Alper Potuk (Fenerbahçe Istanbul) sowie Stürmer Mevlüt Erdinç (EA Guingamp) und die beiden nicht sofort einsatzfähigen Süper-Lig-Spieler Gökhan Töre (Beşiktaş Istanbul – Spielsperre) und Serdar Aziz (Bursaspor – Leistenverletzung) am 31. Mai 2016 aus dem Kader aussortierte.
Die meisten Spieler (6) wurden vom Vizemeister und Pokalfinalisten Fenerbahçe Istanbul in den endgültigen Kader nominiert, gefolgt von vier Spielern vom Meister Beşiktaş Istanbul.
| Nr. | Position   | Name               | Verein                | Geburts- datum | Länderspiel- einsätze | Länderspiel- tore | Debüt | Anzahl der Spiele | Tor | Gelbe Karte | Gelb-Rote Karte | Rote Karte |
| --- | ---------- | ------------------ | --------------------- | -------------- | --------------------- | ----------------- | ----- | ----------------- | --- | ----------- | --------------- | ---------- |
| 1   | Torhüter   | Volkan Babacan     | Istanbul Başakşehir   | 12. Aug. 1988  | 18                    | 0                 | 2014  | 3                 |     |             |                 |            |
| 12  | Torhüter   | Onur Kıvrak        | Trabzonspor           | 1. Jan. 1988   | 12                    | 0                 | 2010  |                   |     |             |                 |            |
| 23  | Torhüter   | Harun Tekin        | Bursaspor             | 17. Juni 1989  | 0                     | 0                 |       |                   |     |             |                 |            |
| 3   | Abwehr     | Hakan Balta        | Galatasaray Istanbul  | 23. März 1983  | 47                    | 2                 | 2006  | 3                 |     | 2           |                 |            |
| 4   | Abwehr     | Ahmet Yılmaz Çalık | Gençlerbirliği Ankara | 22. Juni 1994  | 4                     | 0                 | 2015  |                   |     |             |                 |            |
| 18  | Abwehr     | Caner Erkin        | Fenerbahçe Istanbul   | 4. Okt. 1988   | 48                    | 2                 | 2006  | 2                 |     |             |                 |            |
| 7   | Abwehr     | Gökhan Gönül       | Fenerbahçe Istanbul   | 4. Jan. 1985   | 58                    | 1                 | 2007  | 3                 |     |             |                 |            |
| 2   | Abwehr     | Semih Kaya         | Galatasaray Istanbul  | 24. Feb. 1991  | 23                    | 0                 | 2012  |                   |     |             |                 |            |
| 13  | Abwehr     | İsmail Köybaşı     | Beşiktaş Istanbul     | 10. Juli 1989  | 19                    | 0                 | 2009  | 1                 |     |             |                 |            |
| 22  | Abwehr     | Şener Özbayraklı   | Fenerbahçe Istanbul   | 23. Jan. 1990  | 8                     | 0                 | 2015  |                   |     |             |                 |            |
| 15  | Abwehr     | Mehmet Topal       | Fenerbahçe Istanbul   | 3. März 1986   | 60                    | 1                 | 2004  | 3                 |     |             |                 |            |
| 6   | Mittelfeld | Hakan Çalhanoğlu   | Bayer 04 Leverkusen   | 8. Feb. 1994   | 20                    | 6                 | 2013  | 2                 |     |             |                 |            |
| 8   | Mittelfeld | Selçuk İnan        | Galatasaray Istanbul  | 10. Feb. 1985  | 53                    | 8                 | 2007  | 3                 |     |             |                 |            |
| 21  | Mittelfeld | Emre Mor           | FC Nordsjælland       | 24. Juli 1997  | 3                     | 0                 | 2016  | 2                 |     |             |                 |            |
| 14  | Mittelfeld | Oğuzhan Özyakup    | Beşiktaş Istanbul     | 23. Sep. 1992  | 21                    | 1                 | 2013  | 3                 |     |             |                 |            |
| 11  | Mittelfeld | Olcay Şahan        | Beşiktaş Istanbul     | 26. Mai 1987   | 24                    | 2                 | 2013  | 2                 |     |             |                 |            |
| 5   | Mittelfeld | Nuri Şahin         | Borussia Dortmund     | 5. Sep. 1988   | 49                    | 2                 | 2005  | 1                 |     |             |                 |            |
| 20  | Mittelfeld | Volkan Şen         | Fenerbahçe Istanbul   | 7. Juli 1987   | 18                    | 0                 | 2010  | 2                 |     | 1           |                 |            |
| 16  | Mittelfeld | Ozan Tufan         | Fenerbahçe Istanbul   | 23. März 1995  | 25                    | 1                 | 2014  | 3                 | 1   | 1           |                 |            |
| 10  | Mittelfeld | Arda Turan         | FC Barcelona          | 30. Jan. 1987  | 92                    | 17                | 2006  | 3                 |     |             |                 |            |
| 19  | Angriff    | Yunus Malli        | 1. FSV Mainz 05       | 24. Feb. 1992  | 6                     | 0                 | 2015  | 1                 |     |             |                 |            |
| 9   | Angriff    | Cenk Tosun         | Beşiktaş Istanbul     | 7. Juni 1991   | 10                    | 3                 | 2013  | 1                 |     | 1           |                 |            |
| 17  | Angriff    | Burak Yılmaz       | Beijing Guoan         | 15. Juli 1985  | 45                    | 20                | 2006  | 3                 | 1   | 1           |                 |            |

Trainer: Fatih Terim

### Spieler, die nur im vorläufigen Kader standen
| Position   | Name            | Verein               | Geburts- datum | Länderspiel- einsätze | Länderspiel- tore | Debüt | EM-Spiele |
| ---------- | --------------- | -------------------- | -------------- | --------------------- | ----------------- | ----- | --------- |
| Tor        | Ali Şaşal Vural | Eskişehirspor        | 10. Juli 1990  | 0                     | 0                 |       |           |
| Abwehr     | Serdar Aziz     | Bursaspor            | 23. Okt. 1990  | 9                     | 1                 | 2014  |           |
| Abwehr     | Çağlar Söyüncü  | Altınordu Izmir      | 23. Mai 1996   | 1                     | 0                 | 2016  |           |
| Mittelfeld | Yasin Öztekin   | Galatasaray Istanbul | 19. März 1987  | 5                     | 0                 | 2015  |           |
| Mittelfeld | Alper Potuk     | Fenerbahçe Istanbul  | 8. Apr. 1991   | 15                    | 0                 | 2012  |           |
| Mittelfeld | Mahmut Tekdemir | Istanbul Başakşehir  | 20. Jan. 1988  | 2                     | 0                 | 2015  |           |
| Mittelfeld | Gökhan Töre     | Beşiktaş Istanbul    | 20. Jan. 1992  | 26                    | 0                 | 2011  |           |
| Angriff    | Mevlüt Erdinç   | EA Guingamp          | 25. Feb. 1987  | 34                    | 8                 | 2008  | 2 (2008)  |

1. 1 2  Stand: 12. Juni 2016.
2. ↑  Ligastatus 2015/16 in Klammern, M = Meister, P = Pokalsieger
3. 1 2  Stand: 29. Mai 2016.
4. ↑  Stand: Vor der EM

## Gruppenphase
Bei der am 12. Dezember 2015 stattgefundenen Auslosung der sechs Endrundengruppen war die Türkei in Topf 4 gesetzt. Die Türkei wurde der Gruppe D mit Titelverteidiger Spanien, Kroatien und Tschechien zugelost. Gegen Spanien gab es in zuvor 10 Spielen bei fünf Niederlagen und vier Remis nur einen Sieg, in der Qualifikation für die WM 1954, wodurch es zu einem Entscheidungsspiel kam, das 2:2 endete und die Türkei durch Losentscheid zu ihrer ersten WM-Teilnahme kam. Bei einem großen Turnier trafen beide zuvor nicht aufeinander. Gegen Kroatien ist die Bilanz ebenfalls negativ: In zuvor sechs Spielen gab es vier Remis und zwei Niederlagen. Ein Remis konnte aber im Viertelfinale der EM 2008 genutzt werden um durch einen Sieg im Elfmeterschießen das Halbfinale zu erreichen. Tschechien war zuvor neunmal Gegner der Türken und erreichte fünf Siege und ein Unentschieden bei drei türkischen Siegen. Bei der EM-Vorrunde 2008 begegneten sich beide Mannschaften im letzten Gruppenspiel. Die Türkei drehte einen 0:2-Rückstand in den Schlussminuten zu einem 3:2-Sieg um und qualifizierte sich für das Viertelfinale. Beide waren ja bereits in der Qualifikation Gruppengegner, wobei die Türken den letzten Vergleich und damit erstmals in Tschechien gewannen und damit den Weg zur Endrunde ebneten.
Im ersten Spiel gegen die Kroaten mussten die Türken sich mit 0:1 geschlagen geben und verloren dann auch gegen hoch überlegene Spanier mit 0:3. Damit mussten sie im letzten Spiel gegen Tschechien gewinnen um als Gruppendritter noch eine Chance auf das Achtelfinale zu haben und dabei möglichst viele Tore erzielen, da auch das Torverhältnis entscheidend sein sollte. Ersteres gelang zwar aber der 2:0-Sieg war nicht ausreichend, da die Türken nur der fünftbeste Gruppendritte sind. Für den Einzug in die K.-o.-Runde hätten sie mit 4:0 gewinnen müssen.
Durch die EM-Spiele und ein Vorbereitungsspiel verlor die Türkei in der FIFA-Weltrangliste zwar nur vier Punkte, verlor aber einen Platz, da andere Mannschaften Punkte hinzugewannen.
| Pl. | Land       | Sp. | S | U | N | Tore    | Diff. | Punkte |
| --- | ---------- | --- | - | - | - | ------- | ----- | ------ |
| 1.  | Kroatien   | 3   | 2 | 1 | 0 | 005:300 | +2    | 07     |
| 2.  | Spanien    | 3   | 2 | 0 | 1 | 005:200 | +3    | 06     |
| 3.  | Türkei     | 3   | 1 | 0 | 2 | 002:400 | −2    | 03     |
| 4.  | Tschechien | 3   | 0 | 1 | 2 | 002:500 | −3    | 01     |

|                                          |   |          |           |
| So., 12. Juni 2016 um 15:00 Uhr in Paris |   |          |           |
| Türkei                                   | – | Kroatien | 0:1 (0:1) |
| Fr., 17. Juni 2016 um 21:00 Uhr in Nizza |   |          |           |
| Spanien                                  | – | Türkei   | 3:0 (2:0) |
| Di., 21. Juni 2016 um 21:00 Uhr in Lens  |   |          |           |
| Tschechien                               | – | Türkei   | 0:2 (0:1) |